# Cộng đồng LGBT

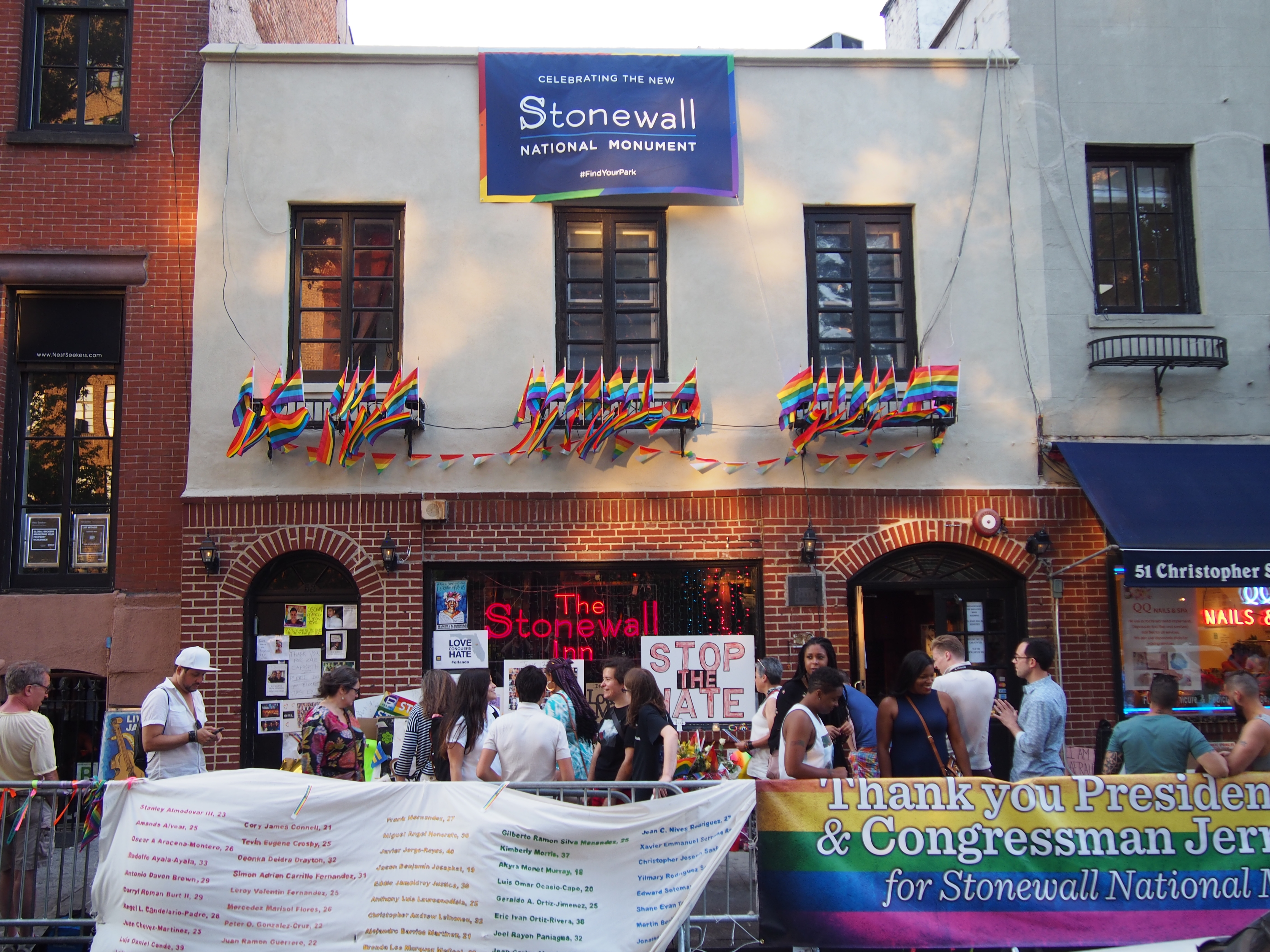
Làng Greenwich, một khu dân cư đồng tính ở Manhattan, nơi có quán bar Stonewall Inn, được trang trí bằng cờ tự hào cầu vồng.

Cộng đồng LGBT (còn được gọi là cộng đồng LGBTQ+, cộng đồng GLBT hoặc cộng đồng đồng tính)  là một nhóm được định nghĩa lỏng lẻo bao gồm đồng tính nữ, đồng tính nam, song tính, chuyển giới, được thống nhất bởi một nền văn hóa được coi là đồng nghĩa với nhau trong cách gọi chung và các phong trào xã hội chung. Các cộng đồng này thường tôn vinh niềm tự hào, sự đa dạng, cá tính và tính dục. Các nhà hoạt động xã hội học và nhà hoạt động LGBT coi việc xây dựng cộng đồng LGBT là một đối trọng với chủ nghĩa dị tính, kỳ thị đồng tính, kì thị song tính, kì thị chuyển giới, kì thị thiên hướng tính dục và áp lực phải theo số đông tồn tại trong xã hội rộng lớn hơn. Thuật ngữ niềm tự hào hoặc đôi khi là niềm tự hào đồng tính thể hiện bản sắc và sức mạnh tập thể của cộng đồng LGBT; các cuộc diễu hành tự hào cung cấp cả một ví dụ điển hình về việc sử dụng và minh chứng cho ý nghĩa chung của thuật ngữ này. Cộng đồng LGBT đa dạng về tư tưởng chính trị. Không phải tất cả những người đồng tính nữ, đồng tính nam, song tính hoặc chuyển giới đều coi mình là một phần của cộng đồng LGBT.

## Khía cạnh xã hội

### Liên Hiệp quốc
Một báo cáo của tổ chức GLAAD ban hành vào tháng 2 năm 2011 cho thấy, 90% số người chuyển giới phải đối mặt với kỳ thị tại nơi làm việc và tỷ lệ thất nghiệp gấp đôi tỷ lệ chung của dân số. Hơn một nửa số họ đã bị sách nhiễu hoặc bị từ chối khi cố gắng tiếp cận vào các dịch vụ công cộng. Các thành viên của cộng đồng người chuyển giới cũng gặp phải sự phân biệt đối xử trong vấn đề chăm sóc sức khỏe hàng ngày.
Tổ chức Giáo dục, Khoa học và Văn hóa Liên Hợp Quốc (UNESCO) cho biết, trong gần 80 quốc gia trên thế giới thì quan hệ tình dục cùng giới vẫn được coi là bất hợp pháp, và ở nhiều nước vẫn còn nhiều công dân bị từ chối quyền được sống theo bản sắc giới tính của họ. Cùng với bất bình đẳng trong luật pháp, hội chứng kỳ thị và phân biệt đối xử đang hàng ngày diễn ra đối với hàng triệu người đồng tính luyến ái trên toàn thế giới..
Liên Hiệp quốc chọn ngày 17 tháng 5 hàng năm là "Ngày quốc tế chống kỳ thị, phân biệt đối xử với người đồng tính, song tính và chuyển giới (LGBT) - IDAHO" (Tiếng Anh: International Day Against Homophobia and Transphobia). Ngày này được chọn để kỷ niệm sự kiện ngày 17/5/1990, Tổ chức Y tế thế giới (WHO) đã "giải mã" thiên hướng tình dục và công bố loại bỏ đồng tính luyến ái ra khỏi danh sách bệnh tâm thần. Sự kiện 17/5 được tổ chức tại hơn 100 quốc gia, tại tất cả các khu vực trên thế giới từ năm 2004. Sự kiện này được công nhận chính thức bởi nhiều Chính phủ và tổ chức quốc tế như Nghị viện Châu Âu và rất nhiều nhà chức trách địa phương. Hầu hết các cơ quan thuộc Liên Hiệp quốc cũng đánh dấu và kỷ niệm ngày này với các sự kiện cụ thể. Các chính phủ, chính quyền các địa phương, các tổ chức nhân quyền, các doanh nghiệp và những người nổi tiếng đã có những hành động thiết thực, cụ thể ủng hộ sự kiện này..
Liên Hiệp quốc coi "Quyền LGBT" (các quyền đối với cộng đồng LGBT như: công nhận hôn nhân đồng giới đối với người đồng tính, cho phép chuyển đổi giới tính với người chuyển giới, công nhận hay cho phép nhận người LGBT sinh con, nhận con nuôi... trong luật pháp) là vấn đề nhân quyền (quyền con người) và cần thực hiện tại các quốc gia, vùng lãnh thổ.
Trong một cuộc họp vào tháng 5 năm 2012 của Văn phòng Cao ủy Nhân quyền Liên Hợp Quốc (OHCHR), Tổng thư ký Liên Hợp Quốc Ban Ki-moon phát biểu: "Trong tài liệu báo cáo của OHCHR cho thấy có một sự vi phạm đáng lo ngại ở tất cả các vùng miền. Chúng tôi thấy một hình ảnh của phân biệt đối xử, kỳ thị nhắm vào những con người chỉ vì họ là người đồng tính nữ, đồng tính nam, song tính hay chuyển giới. Có một sự bất công phổ biến tại những nơi làm việc, trường học và bệnh viện, có cả các cuộc tấn công, bạo lực kinh khủng, bao gồm cả tấn công tình dục. Có những người LGBT đã bị bỏ tù, tra tấn, thậm chí bị giết. Đây là một thảm kịch lớn cho những người phải chịu đựng, và là một vết nhơ bẩn đối với lương tâm chung của chúng ta. Nó cũng là một sự vi phạm Quyền Con người của Liên Hợp Cuốc."
Tổng thư ký Liên Hiệp quốc Ban-ki-moon nhận định:
"Hàng triệu người LGBT từ khắp mọi ngóc ngách trên thế giới đang bị ép phái sống trong vỏ bọc của mình, trong nỗi lo sợ bị bạo hành, bị phân biệt đối xử, thậm chí bị bắt nhốt, chỉ vì bản dạng giới thật của mình hoặc người mà họ yêu thương. Những gì mà cộng đồng LGBT đang phải gánh chịu chính là một sự xúc phạm trắng trợn với những giá trị mà Liên Hợp Quốc đã từ lâu gây dựng, cũng như với lý tưởng về nhân quyền trên khắp thế giới. Tôi cho rằng mức độ khó khăn trong việc chấm dứt tệ nạn này cũng ngang bằng với những trở ngại trong phong trào đấu tranh chấm dứt nạn phân biệt đối xử với phụ nữ và phân biệt chủng tộc" 
Vào tháng 4 năm 2011, Liên Hiệp quốc và Tổ chức Y tế Thế giới (WHO) đã phối hợp để xuất bản một tài liệu có tựa đề "The United Nations speaks out: Talking Discrimination on Grounds of Sexual Orientation and Gender Identity" (Phát ngôn của Liên hiệp quốc về giải quyết vấn đề phân biệt đối xử trên cơ sở thiên hướng tình dục và bản sắc giới"). Tài liệu được ban hành dựa trên các báo cáo thực hiện bởi các quan chức cấp cao của Liên Hợp Quốc, các chuyên gia về nhân quyền, gồm cả báo cáo của Tổng thư ký Liên Hợp Quốc và Cao ủy Liên Hợp Quốc về nhân quyền.
Tháng 12 năm 2011, Hội đồng Nhân quyền Liên Hợp Quốc đã thông qua nghị quyết đầu tiên công nhận quyền LGBT, được theo dõi và báo cáo bởi Ủy ban Nhân quyền Liên Hợp Quốc về tình trạng vi phạm nhân quyền đối với cộng đồng người LGBT, bao gồm: tội ác kỳ thị, hình sự hóa đồng tính luyến ái và phân biệt đối xử.
Dựa trên các báo cáo được theo dõi, Ủy ban Nhân quyền Liên Hợp Quốc kêu gọi tất cả các quốc gia bãi bỏ các điều luật kết tội đồng tính luyến ái và ban hành toàn diện pháp luật chống phân biệt đối xử với người đồng tính. Ngoài ra, các chiến dịch thông tin tới cộng đồng cần được tuyên truyền phổ biến, đặc biệt là trong các trường học để chống lại hội chứng kỳ thị. Các cảnh sát và các quan chức thực thi hệ thống pháp luật cũng cần được đào tạo để đảm bảo những người LGBT được đối xử một cách đúng đắn và công bằng.
Vào tháng 9 năm 2012, Liên hiệp quốc đã phát hành một ấn phẩm về vấn đề thiên hướng tình dục và bản sắc giới trong luật nhân quyền quốc tế, gồm 60 trang.. Nó trình bày nguyên nhân và phạm vi của các quy định pháp lý cốt lõi nhằm bảo vệ các quyền con người của những người đồng tính, song tính và chuyển giới (LGBT). Cuốn sách được thiết kế như một cẩm nang cho các quốc gia, giúp họ hiểu rõ hơn bản chất các nghĩa vụ của mình và hướng dẫn các bước cần thiết để họ thực hiện. Đồng thời, cuốn sách cũng giúp các nước hiểu rõ hơn về bản chất của các tổ chức hoạt động xã hội dân sự, những người đang đấu tranh bảo vệ quyền con người và phía ngược lại, là những người đang tìm cách níu giữ Chính phủ vào tình trạng vi phạm pháp luật về nhân quyền quốc tế. Cuốn sách này tập trung vào 5 nghĩa vụ cốt lõi mà các quốc gia cần hành động cấp thiết, bao gồm:
- Bảo vệ người LGBT khỏi nạn kỳ thị;
- Ngăn ngừa các hành vi bạo lực tra tấn;
- Xóa bỏ các hình thức kết án đồng tính luyến ái;
- Ngăn cấm các hình thức phân biệt đối xử;
- Bảo vệ quyền tự do ngôn luận, lập hội và hội họp ôn hòa của tất cả những người LGBT.

Cuốn sách này cũng bao gồm hướng dẫn các hành động cần được thực hiện ở cấp quốc gia để đưa pháp luật, chính sách và thực tiễn về quyền LGBT phù hợp với các tiêu chuẩn quốc tế về quyền con người.
Tổng Thư ký Liên Hợp Quốc Ban Ki-moon nhận định rằng luật hôn nhân đồng giới là "một bước tiến vĩ đại của quyền con người".. Kể từ ngày 26 tháng 6 năm 2014, Liên Hợp Quốc đã chính thức công nhận hôn nhân đồng giới, bao gồm các hình thức "hôn nhân" và "kết hợp dân sự" đồng tính đối với hơn 43.000 nhân viên thuộc tổ chức này trên toàn cầu. Trước kia, tình trạng hôn nhân của nhân viên Liên Hiệp quốc được xác định bởi pháp luật của đất nước họ, tuy nhiên kể từ đây, Liên Hiệp quốc sẽ công nhận pháp lý với việc kết hôn của tất cả các cặp vợ chồng đồng tính, không phân biệt quốc tịch của họ và tình trạng pháp lý của hôn nhân đồng giới tại đất nước họ.
Ngày 26 tháng 9 năm 2015, 25 quốc gia trong Hội đồng Nhân quyền Liên Hợp Quốc gồm: Hoa Kỳ, Argentina, Áo, Chile, Costa Rica, Cuba, Cộng hòa Séc, Estonia, Pháp, Đức, Ireland, Italia, Nhật Bản, Mexico, Montenegro, Peru, Philippines, Hàn Quốc, Nam Phi, Macedonia, Vương quốc Anh, Venezuela và Việt Nam đã bỏ phiếu thông qua nghị quyết chống lại việc phân biệt đối xử và bạo lực nhằm bảo vệ người đồng tính, song tính và chuyển giới.
Ngày 29 tháng 9 năm 2014, lần đầu tiên 12 cơ quan thuộc Liên Hợp quốc đã cùng ra tuyên bố chung kêu gọi tất cả các quốc gia kết thúc bạo lực và phân biệt đối xử với người đồng tính, song tính và chuyển giới (bao gồm người lớn, thanh thiếu niên và trẻ em LGBT), đồng thời đặt ra các bước cụ thể để bảo vệ các quyền của những cá nhân này. Các cơ quan bao gồm: Văn phòng Cao ủy Nhân quyền Liên Hợp Quốc (OHCHR), Tổ chức Giáo dục, Khoa học và Văn hóa Liên Hợp Quốc (UNESCO), Tổ chức Y tế Thế giới (WHO), Chương trình Phát triển Liên Hợp Quốc (UNDP), Quỹ Nhi đồng Liên Hợp Quốc (UNICEF), Tổ chức Lao động Quốc tế (ILO), Chương trình chung của LHQ về HIV AIDS (/UNAIDS), Quỹ Dân số Liên hiệp quốc (UNFPA), Cao ủy Liên Hợp Quốc về người tị nạn (UNHCR), Cơ quan phòng chống ma túy và tội phạm của Liên hiệp quốc (UNODC), Thực thể Liên Hợp Quốc vì Bình đẳng Giới và Nâng cao vị thế Phụ nữ (UN Women), Chương trình Lương thực Thế giới (WFP). Tuyên bố chung nhấn mạnh:
"Trong khi nhiều nước đang nỗ lực gia tăng các biện pháp bảo vệ quyền LGBT thì hàng triệu người LGBT và gia đình của họ trên thế giới vẫn phải đối mặt với sự vi phạm nhân quyền nghiêm trọng... Người lớn, trẻ em LGBT phải đối mặt với sự phân biệt và loại trừ phổ biến rộng rãi trong mọi hoàn cảnh... Đây là tình trạng đáng báo động và là nguyên nhân cần phải hành động. Tình trạng vi phạm yêu cầu phải có một động thái khẩn cấp từ Chính phủ, quốc hội, bộ máy tư pháp và các tổ chức nhân quyền tại các quốc gia.
Quyền con người là vấn đề phổ quát. Thực tiễn văn hóa, tín ngưỡng, tôn giáo, đạo đức hay thái độ xã hội không được viện dẫn để biện minh cho hành vi vi phạm quyền con người chống lại bất kỳ nhóm người nào trong xã hội, bao gồm cả người LGBT.
Một số chương trình hành động cần thực hiện:
- Điều tra, truy tố các hành vi tra tấn, ngược đãi, kỳ thị người LGBT; theo dõi, ngăn chặn và báo cáo các hành vi như vậy.
- Rà soát và bãi bỏ các điều luật phân biệt đối xử và ban hành luật cấm phân biệt đối xử.
- Chống thành kiến người LGBT thông qua đối thoại, giáo dục cộng đồng và đào tạo.
- Đảm bảo rằng người LGBT được tư vấn và tham gia vào việc thiết kế, thực hiện và giám sát với pháp luật, chính sách, chương trình ảnh hưởng đến họ.

Các tổ chức chúng tôi sẵn sàng hỗ trợ và giúp đỡ các nước thành viên và các bên liên quan khác để thực hiện và giải quyết những thách thức thông qua những thay đổi hiến pháp, lập pháp và chính sách, các biện pháp tăng cường thông qua giáo dục đào tạo và các sáng kiến khác nhằm tôn trọng, bảo vệ, thúc đẩy và thực hiện đầy đủ quyền con người của tất cả người LGBT."
Trưởng phụ trách các vấn đề toàn cầu - Uỷ ban nhân quyền Liên hiệp quốc Charles Radcliffe nhấn mạnh rằng tất cả các nước thành viên của Liên Hợp Quốc có nghĩa vụ tuân theo Luật nhân quyền quốc tế để phi hình sự hóa hành vi quan hệ tình dục đồng tính luyến ái.

### Luật pháp

Luật pháp trên thế giới về đồng tính luyến ái

Mặc dù đồng tính luyến ái đã không còn bị coi là hành vi phạm pháp tại nhiều nơi ở phương Tây, chẳng hạn như Ba Lan 1932, Đan Mạch 1933, Thụy Điển 1944 và Anh 1967, cộng đồng đồng tính vẫn chưa có quyền hợp pháp dẫu chỉ là hạn chế cho đến giữa những năm 70 Năm 1977, bang Québec tại Canada đã trở thành bang đầu tiên cấm kỳ thị dựa trên thiên hướng tình dục. Những năm 80 và 90, nhiều nước phát triển đã hợp pháp hóa đồng tính luyến ái và cấm kỳ thị người đồng tính trong công việc, cư trú và dịch vụ. Ngày 26 tháng 6 năm 2015, Tòa án Tối cao Hoa Kỳ thông qua quyết định chính thức hợp pháp hóa hôn nhân đồng giới trên toàn lãnh thổ Hoa Kỳ. Tính tới năm 2022, đã có hơn 20 quốc gia công nhận hôn nhân đồng tính gồm: Hà Lan - 2001, Bỉ - 2003, Canada - 2005, Tây Ban Nha - 2005, Nam Phi - 2006, Na Uy - 2009, Thụy Điển - 2009, Bồ Đào Nha - 2010, Iceland - 2010, Argentina - 2010, Đan Mạch - 2012, New Zealand - 2013, Uruguay - 2013, Brazil - 2013, Vương Quốc Anh - 2013, Pháp - 2013, Scotland - 2014, Luxembourg - 2015, Slovenia - 2015, Ireland - 2015, Hoa Kỳ - 2015, Colombia, Greenland - 2016, Phần Lan, Malta, Đức, Úc - 2017, Áo, Đài Loan, Ecuador - 2019, Costa Rica - 2020, Chile - 2022.
Ngoài ra, 8 quốc gia khác hiện đã công nhận hình thức kết hợp dân sự hoặc đăng ký chung sống, một hình thức để những cặp đôi đồng giới hợp pháp hóa việc chung sống với nhau và hưởng một số quyền, nghĩa vụ trước pháp luật.
Ngược lại, tính đến tháng 7 năm 2015, có 72 nước có luật hình sự hóa hàng vi đồng tính luyến ái, hầu hết số đó nằm ở châu Á và châu Phi. Các nước này gồm: Afghanistan, Algeria, Angola, Antigua và Barbuda, Bangladesh, Barbados, Belize, Bhutan, Botswana, Brunei, Burundi, Cameroon, Comoros, Dominica, Ai Cập, Eritrea, Ethiopia, Gambia, Ghana, Grenada, Guinea, Guyana, Ấn Độ, Iran, Jamaica, Kenya, Kiribati, Kuwait, Liberia, Libya, Malawi, Malaysia, Maldives, Mauritania, Maroc, Myanmar, Namibia, Nauru, Nigeria, Oman, Pakistan, Papua New Guinea, Qatar, Saint Kitts và Nevis, Saint Lucia, Saint Vincent và Grenadines, Samoa, Ả Rập Xê Út, Senegal, Seychelles, Sierra Leone, Singapore, Quần đảo Solomon, Somalia, Nam Sudan, Sri Lanka, Sudan, Swaziland, Syria, Tanzania, Togo, Tonga, Trinidad và Tobago, Tunisia, Turkmenistan, Tuvalu, Uganda, Các Tiểu vương quốc Ả Rập Thống nhất, Uzbekistan, Yemen, Zambia và Zimbabwe. Trong số trên có 7 nước Hồi giáo gồm: Afghanistan, Saudi Arabia, Brunei, Iran, Yemen và Nigeria có hình phạt tử hình với người có hành vi đồng tính luyến ái.
Tại Thái Lan có cộng đồng LGBT sôi nổi, nhưng điều này chỉ có ở ngành kinh doanh giải trí thu lợi nhuận vốn tách biệt với nền chính trị và xã hội Thái bảo thủ. Năm 2014, một dự luật hợp pháp hóa hôn nhân đồng tính được soạn thảo bởi Quốc hội Thái Lan và được hỗ trợ từ cả hai Đảng, nhưng sau đó đã bị đình trệ do khủng hoảng chính trị trong nước. Tuy nhiên ngày 13 tháng 3 năm 2015, Thái Lan đã ban hành bộ luật chống kỳ thị đối với người LGBT và hình sự hóa các hành vi kỳ thị, phân biệt đối xử cộng đồng LGBT. Trong đó, hành vi "phân biệt đối xử giữa các giới tính" có thể bị phạt từ 20.000 Bath (tương đương khoảng 13 triệu VNĐ) cho đến 6 tháng tù giam.
Ở những quốc gia Hồi giáo như Indonesia đã ban hành luật cấm nghiêm khắc chống lại người đồng tính. Quan hệ tình dục đồng tính có thể bị phạt 20 năm tù và bị đánh roi ở Malaysia. Tại Singapore, hành vi đồng tính có thể bị phạt roi ở nơi công cộng. Năm 2003 ở Đài Loan, một dự luật được đưa ra để công nhận hôn nhân đồng tính đã không đạt đủ số phiếu để thông qua.. Tháng 7 năm 2015, chính quyền Đài Loan tuyên bố có kế hoạch soạn thảo một bộ luật để hợp pháp hóa hôn nhân đồng giới nhằm củng cố vị trí của cộng đồng LGBT trong xã hội Đài Loan. Ở Nhật Bản, văn hóa và những tôn giáo lớn không có thái độ thù ghét những cá nhân đồng tính, nước này không có luật nào chống lại đồng tính luyến ái nhưng hôn nhân đồng tính thì không được công nhận.. Năm 2010, trong khuôn khổ Diễn đàn nhân dân ASEAN, Mạng lưới Xu hướng tính dục và Bản dạng giới ASEAN được hình thành. Đây là lần đầu tiên, quyền của người đồng tính, song tính và chuyển giới được nhắc đến trong tuyên bố chung của Diễn đàn thường niên, đặt nền tảng cho những hoạt động tích cực của mạng lưới để thúc đẩy quyền của LGBT trong khu vực.
Ở khu vực Trung Đông vốn tập trung nhiều nước theo Hồi, đồng tính luyến ái bị pháp luật cấm nghiêm khắc. Duy nhất ở Israel (nước này không theo đạo hồi), quyền của người đồng tính được pháp luật hỗ trợ. Israel là nước có tỉ lệ ủng hộ hôn nhân đồng giới cao nhất thế giới với 61% người dân ủng hộ. Israel là nước Trung Đông đầu tiên và duy nhất cho đến nay công nhận sự chung sống không đăng ký của cặp đôi đồng giới. Mặc dù chưa công nhận hôn nhân đồng giới, Israel là quốc gia Trung Đông đầu tiên và duy nhất cho đến nay công nhận hôn nhân đồng giới ở nước khác. Kỳ thị dựa trên thiên hướng tình dục bị cấm vào năm 1992. Theo một quyết định năm 2008, các cặp đồng giới cũng được quyền nhận con nuôi. Ở đây, người đồng tính được quyền công khai tham gia quân ngũ.
Với người chuyển giới, hiện tại đã có hơn 25 quốc gia và vùng lãnh thổ công nhận người chuyển giới. Cho đến năm 2014, các quốc gia đã công nhận và cho phép phẫu thuật chuyển giới bao gồm: Thụy Điển (1972), Đức (1981), Italia (1982), Hà Lan (1985), Thổ Nhĩ Kỳ (1988), Trung Quốc (2003), Nhật Bản (2004), New Zealand (1995), Panama (1975), Romani (1996), Nam Phi (2003), Iran, Vương quốc Anh (2004), Tây Ban Nha (2006), Urugoay (2009), Bồ Đào Nha (2011), Ấn Độ, Lithuana, Serbia, Argentina, Malaysia, Thái Lan, Singapore, Philippines, Hồng Kông – Trung Quốc, Đài Loan, Hàn Quốc (năm 2012) và nhiều bang, vùng của Úc, Canada, Hoa Kỳ... Úc, New Zealand và Nepal đã cấp hộ chiếu (visa) công nhận người chuyển giới, trong đó những người không thuộc giới tính "M" hay "F" có thể chọn chữ "X" thay thế. Tháng 8/2015, Hoa Kỳ đã bổ nhiệm cô Raffi Freedman-Gurspan - một người chuyển giới nữ công khai, giữ chức vụ Giám đốc khai thác và tuyển dụng nhân sự phục vụ cho Tổng thống.
Tháng 4 năm 2014, Toà án tối cao Ấn Độ đã ra phán quyết công nhận người chuyển giới là "giới tính thứ ba" trong luật pháp, cho phép người chuyển giới thực hiện chuyển đổi giới tính và sửa lại giới tính của mình trong các giấy tờ pháp lý là giới tính thứ 3 (không phải nam cũng không phải nữ) giống như Nepal, luật đã có tác động tới khoảng 3 triệu người chuyển giới tại Ấn Độ.

### Công khai
Mức độ công khai thiên hướng tình dục của những người LGBT phụ thuộc vào việc họ sống trong một môi trường phân biệt đối xử ra sao, cũng như tình trạng về quyền LGBT nơi họ sinh sống.
Có nhiều người LGBT nổi tiếng công khai thiên hướng tình dục đồng tính, trong đó có cả nhiều nguyên thủ quốc gia, nhà lãnh đạo các tập đoàn hàng đầu thế giới như: 
- Thủ tướng Luxembourg - Xavier Bettel [48]
- Nữ thủ tướng Iceland - Johanna Sigurdardottir [49]
- Tim Cook - Giám đốc điều hành của Tập đoàn Apple
- Robert Hanson - Giám đốc Tập đoàn trang sức John Hardy
- Anthony Watson - Giám đốc thông tin tập đoàn Nike
- John Browne - CEO Tập đoàn dầu khí BP của Anh
- Christopher Bailey - CEO của thương hiệu thời trang cao cấp Burberry
- Nick Denton - Nhà sáng lập Tập đoàn Gawker Media của Hoa Kỳ
- Robert Greenblatt - Chủ tịch hãng truyền thông NBC Entertainment của Hoa Kỳ[50]
- Trevor Burgess - Giám đốc điều hành Ngân hàng St. Peterburg [51]
- Lisa Brummel - nữ Phó chủ tịch Bộ phận nhân lực của Microsoft
- Peter Thiel - Cựu Tổng Giám đốc Tập đoàn PayPal kiêm nhà đầu tư đầu tiên Facebook
- Chris Hughes - người đồng sáng lập và là người phát ngôn của Facebook
- Megan Smith - nữ phó chủ tịch Google x
- Bob Page - Giám đốc điều hành Tập đoàn Replacement (nhà bán lẻ lớn nhất thế giới về các mặt hàng đồ cổ, pha lê và bạc)[52]...

Một số ngôi sao giải trí nổi tiếng Hollywood, ca sĩ, MC nổi tiếng cũng công khai là người đồng tính như:
- Nam ca sĩ, diễn viên, nhà văn người Puerto Rico - Ricky Martin
- Nam diễn viên nổi tiếng Neil Patrick Harris
- Wentworth Miller - nam diễn viên chính phim "Vượt ngục"
- Ben Whishaw - nam diễn viên chính của phim "Điệp viên 007"
- Nam diễn viên hành động hàng đầu Hollywood Luke Evans
- Jodie Foster - nữ diễn viên chính phim "Sự im lặng của bầy cừu" (người từng đoạt 2 giải Quả cầu vàng và 2 giải Oscar cho Nữ diễn viên chính xuất sắc nhất)
- Raven-Symone - nữ ngôi sao phim "Cosby Show"
- Nữ diễn viên nổi tiếng người Mỹ Kristen Stewart
- Nữ MC thành danh nhất thế giới Ellen DeGeneres (bảy lần đoạt giải Emmy cho Người dẫn chương trình truyền hình xuất sắc nhất)
- Á quân của American Idol Adam Lambert...[53][54][55][56].

Nhiều cầu thủ bóng đá cũng công khai mình là người đồng tính như: 
- Thomas Hitzlsperger (từng 52 lần đại diện cho Đội tuyển quốc gia Đức)[57]
- Robbie Rogers
- David Testo
- Anton Hysén
- Thomas Berling
- Jonathan De Falco
- Marcus Urban
- Justin Fashanu
- Liam Davis...[58].

Năm 2016, có 1 cựu đại sứ và 6 đại sứ đương nhiệm của Hoa Kỳ là người đồng tính, gồm: 
- David Huebner - cựu đại sứ Hoa Kỳ tại New Zealand
- Đại sứ Hoa Kỳ tại Tổ chức an ninh và hợp tác châu Âu (OSCE)
- James Costos - đại sứ tại Tây Ban Nha
- Rufus Gifford - đại sứ tại Đan Mạch
- James "Wally" Brewster - đại sứ tại Dominica
- Ted Osius - đại sứ Hoa Kỳ tại Việt Nam [59].